# ساییدگی (پزشکی)
در درماتولوژی، ساییدگی زخمی است که به سبب صدمه‌های سطحی به پوست ایجاد شده، و تنها روپوست را دچار آسیب کرده‌است. ساییدگی نسبت به زخم، از شدت و خونریزی کمتری برخوردار است. نوعی دیگر از ساییدگی که باعث از بین رفتن تمامی لایه ها می شود انفجار یا استخراج (Avulsion) گفته می شود که همیشه احتیاج به مراقبت های فوریت های پزشکی می باشد.

## نگارخانه

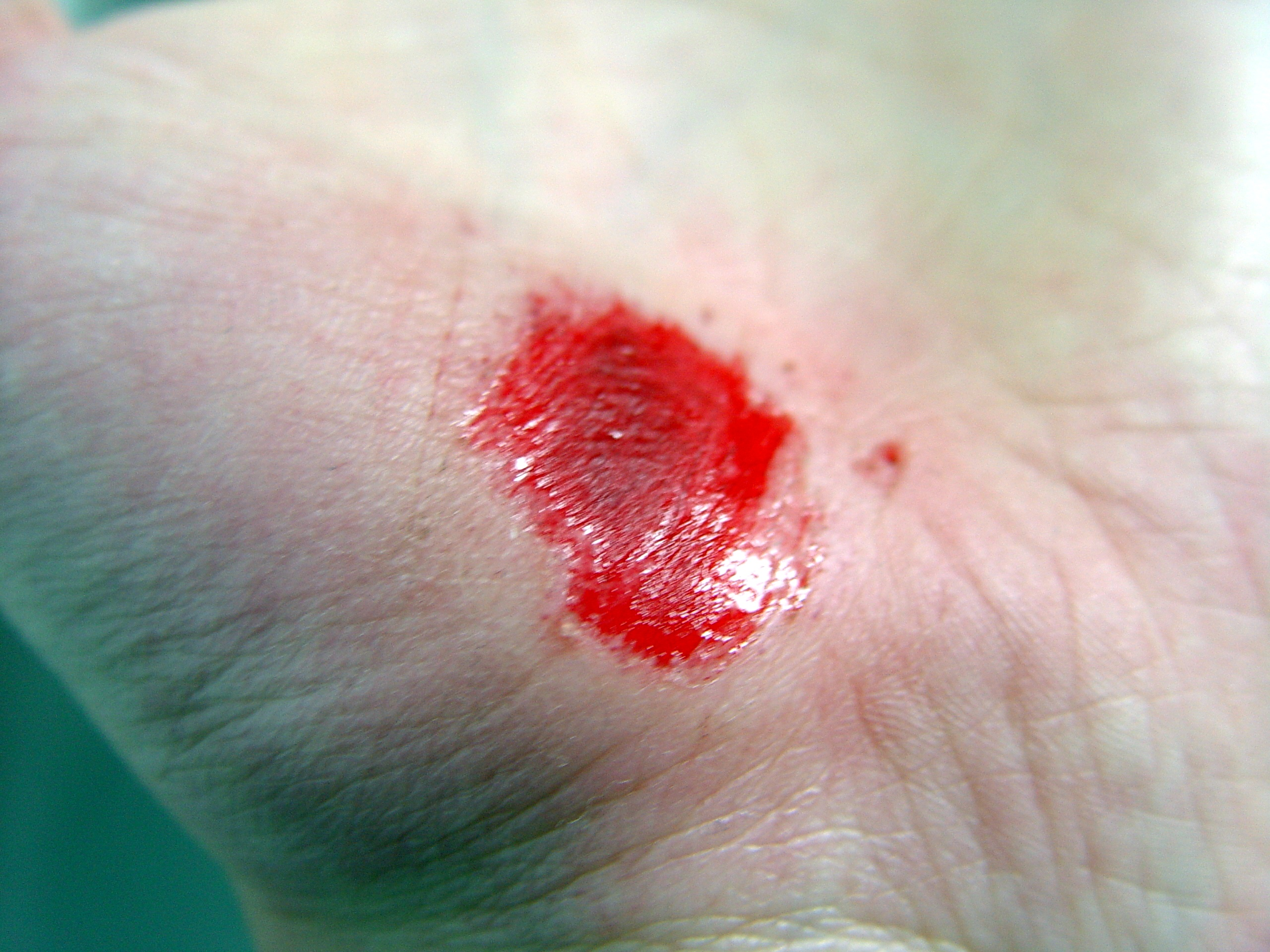
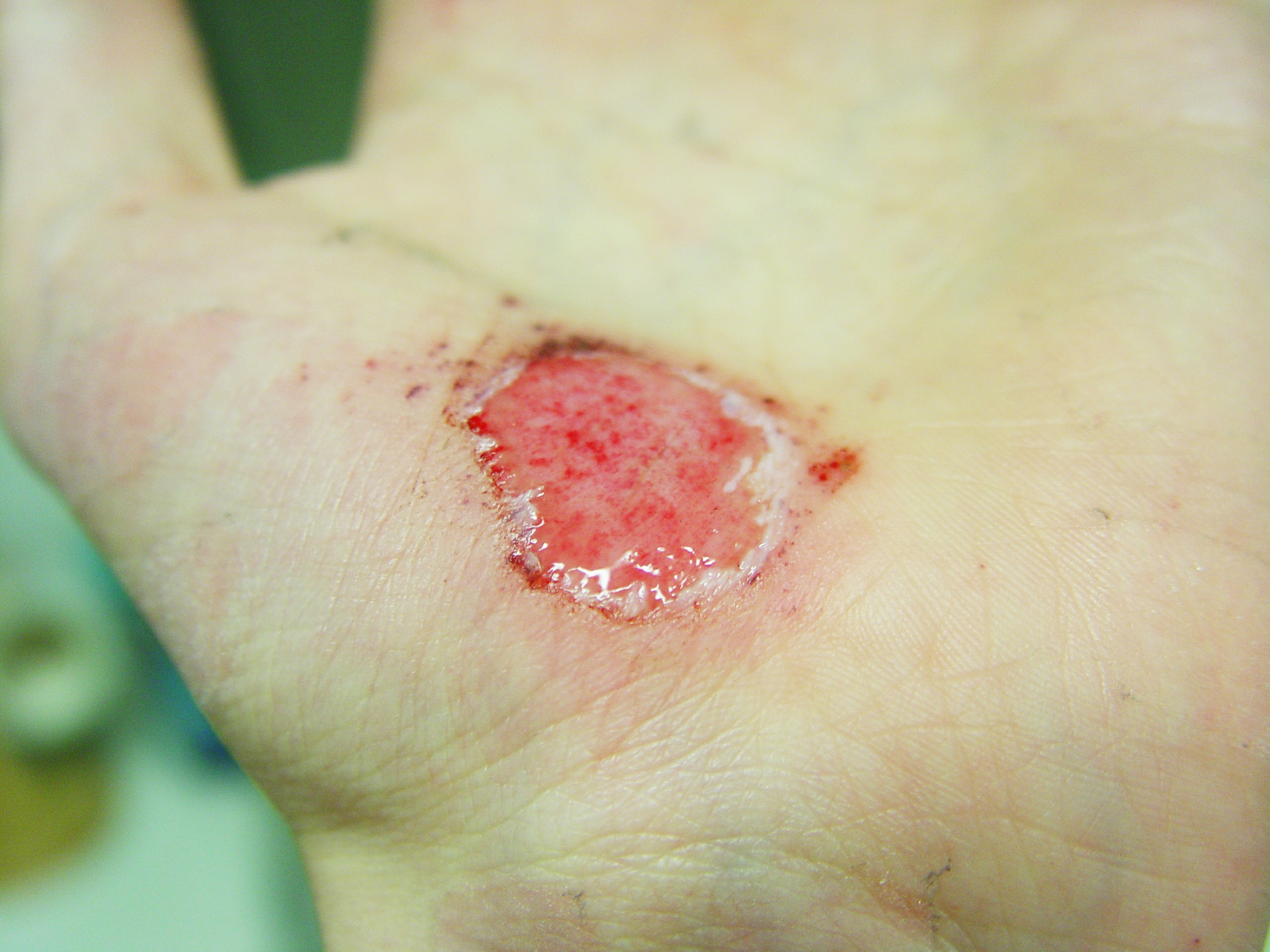
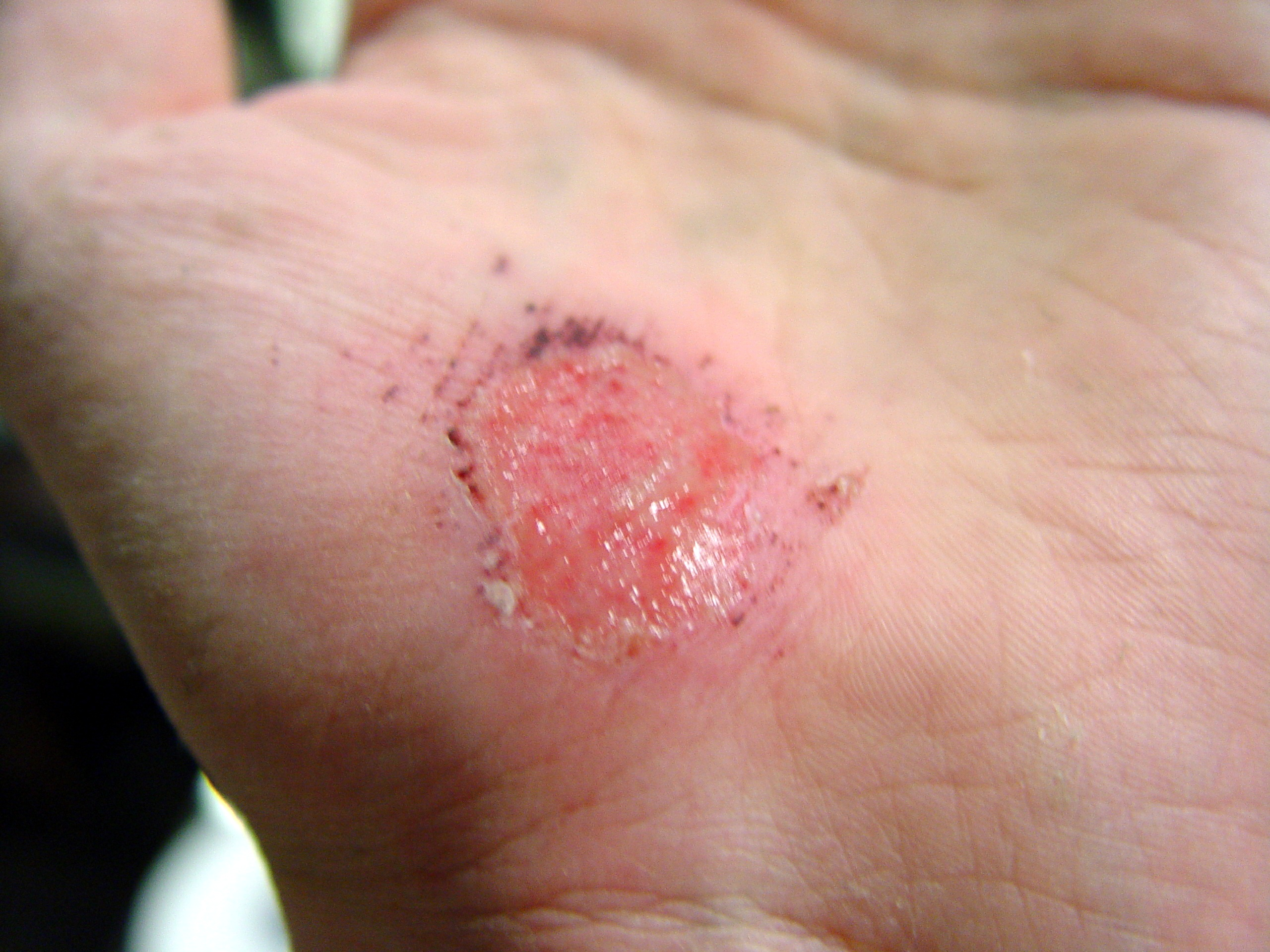
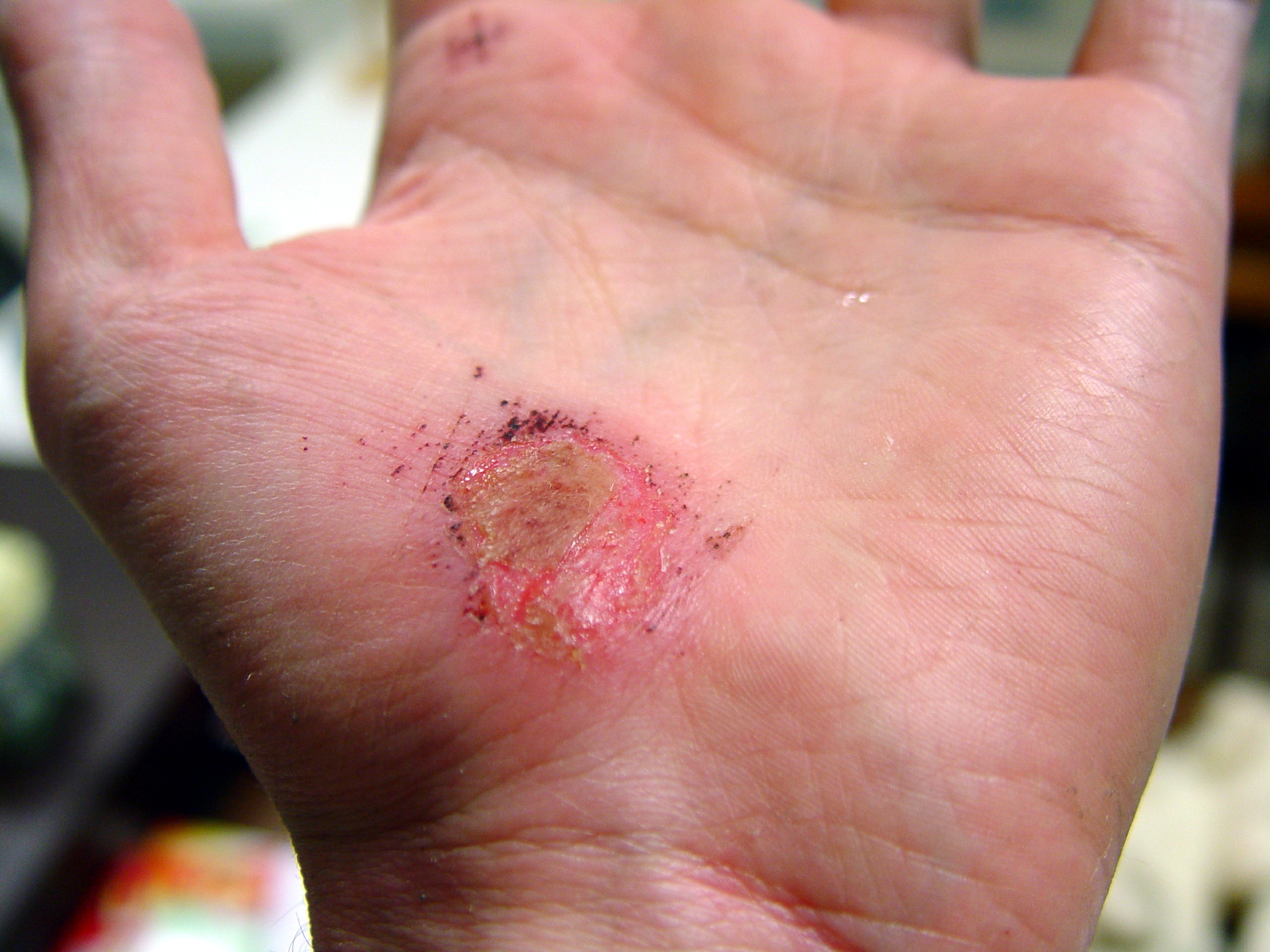
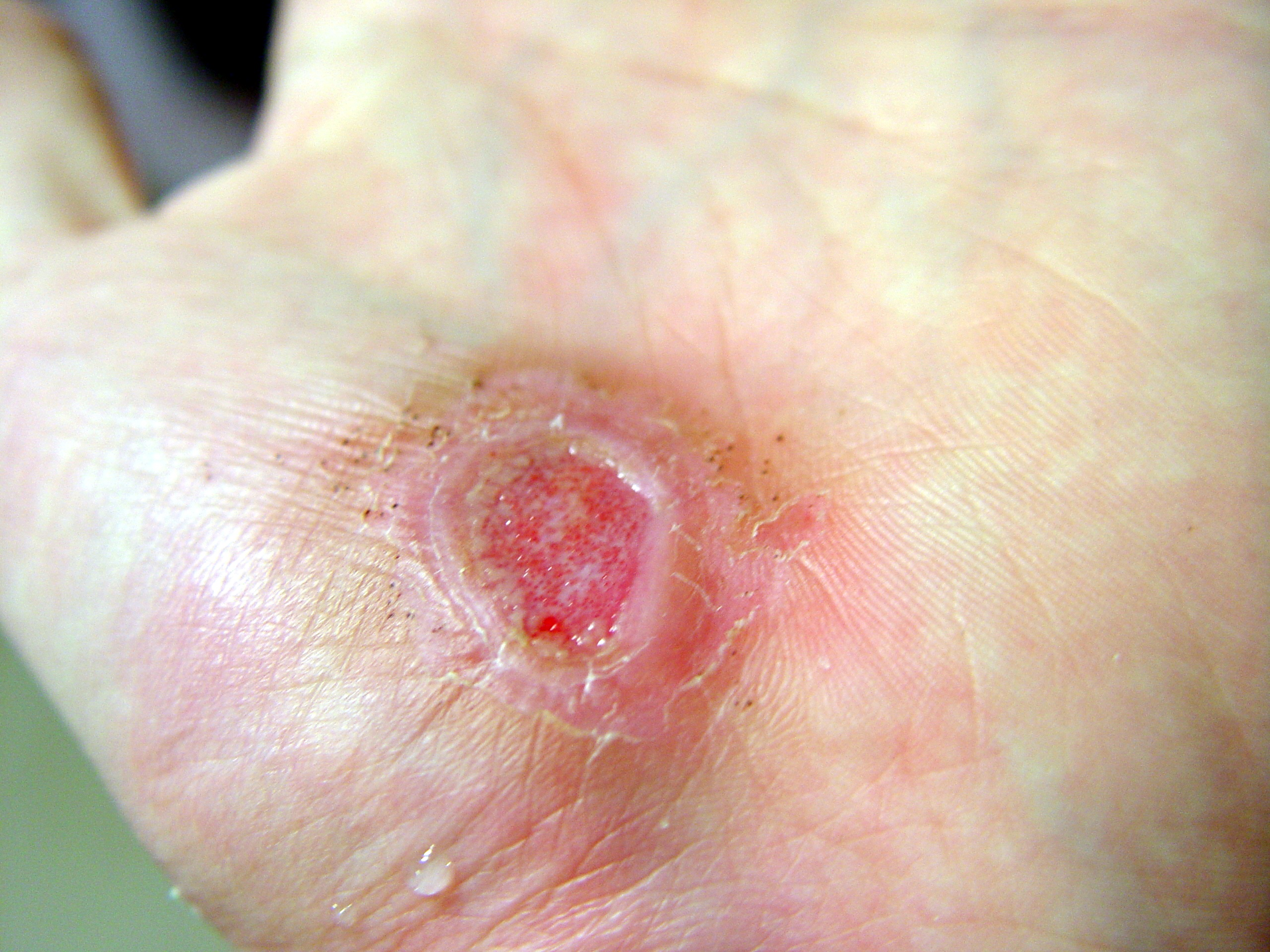
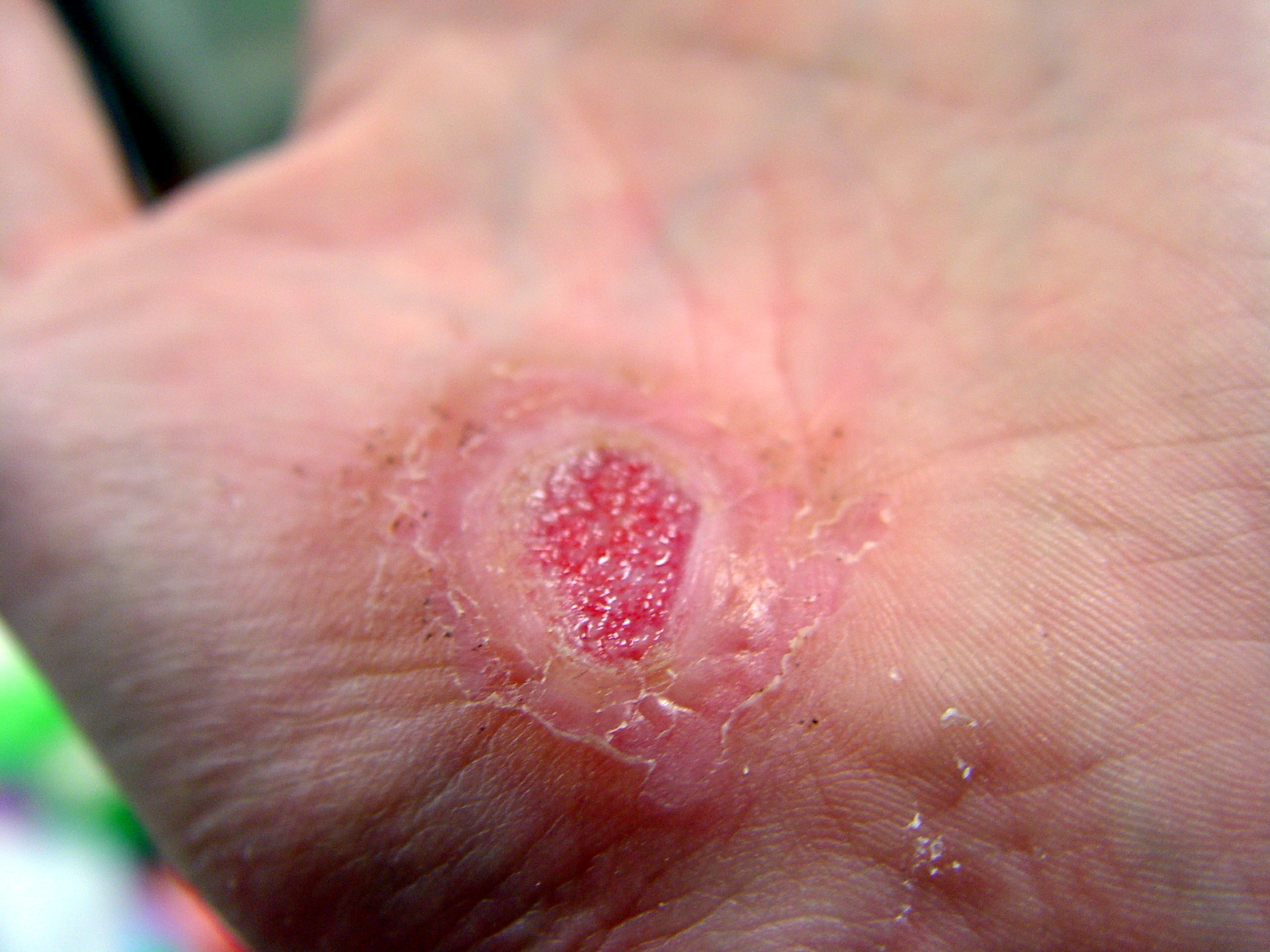
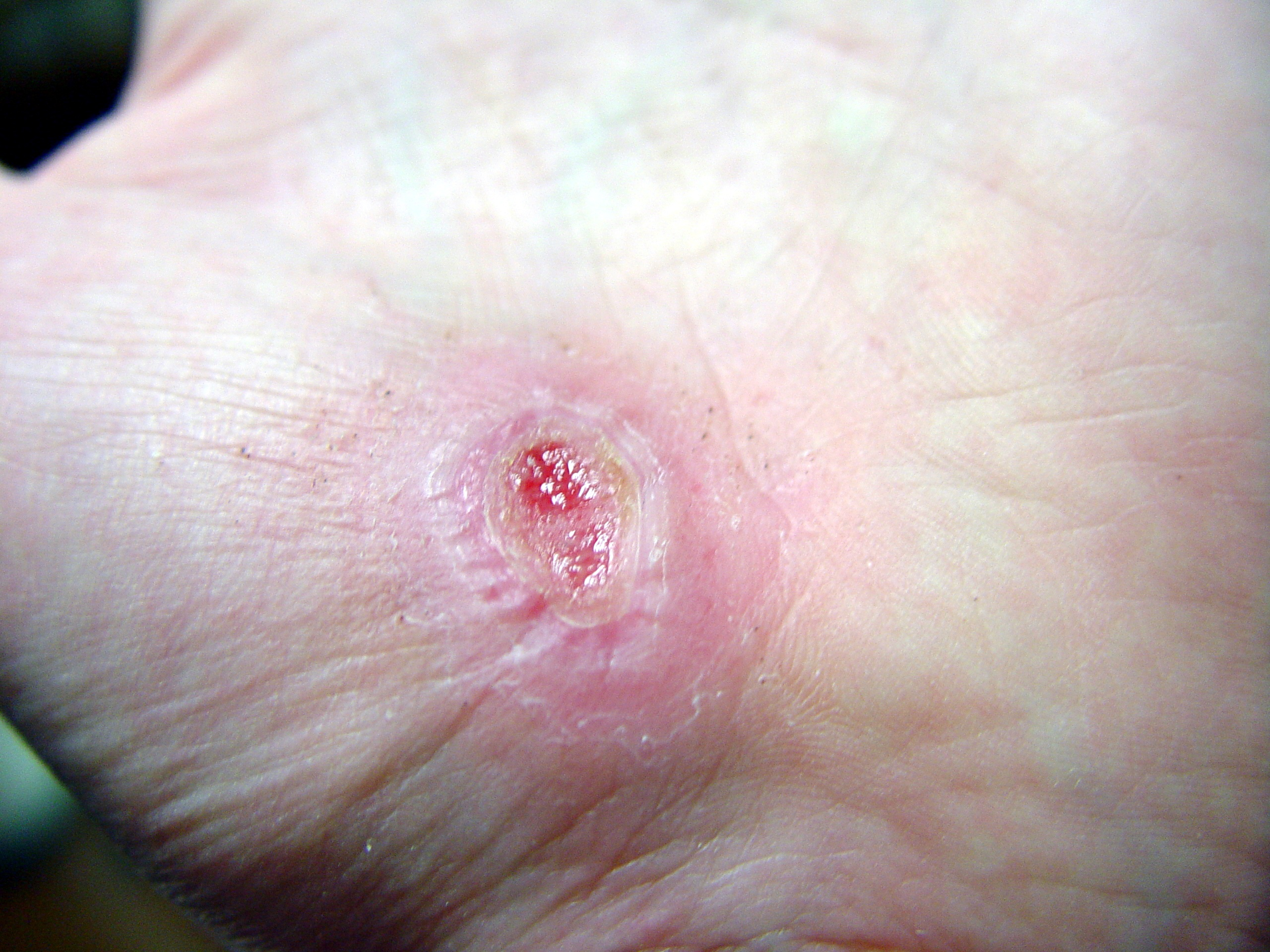
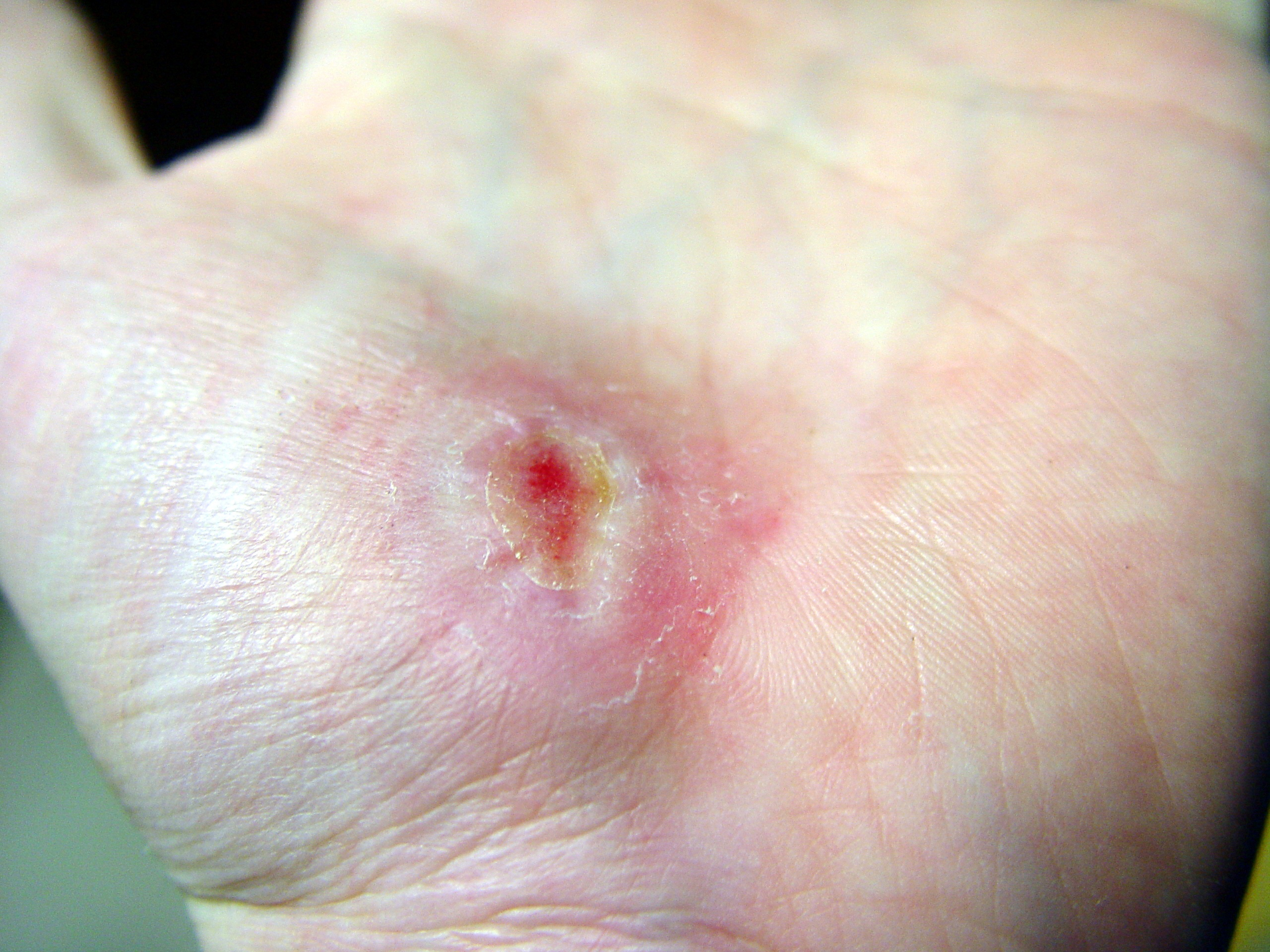
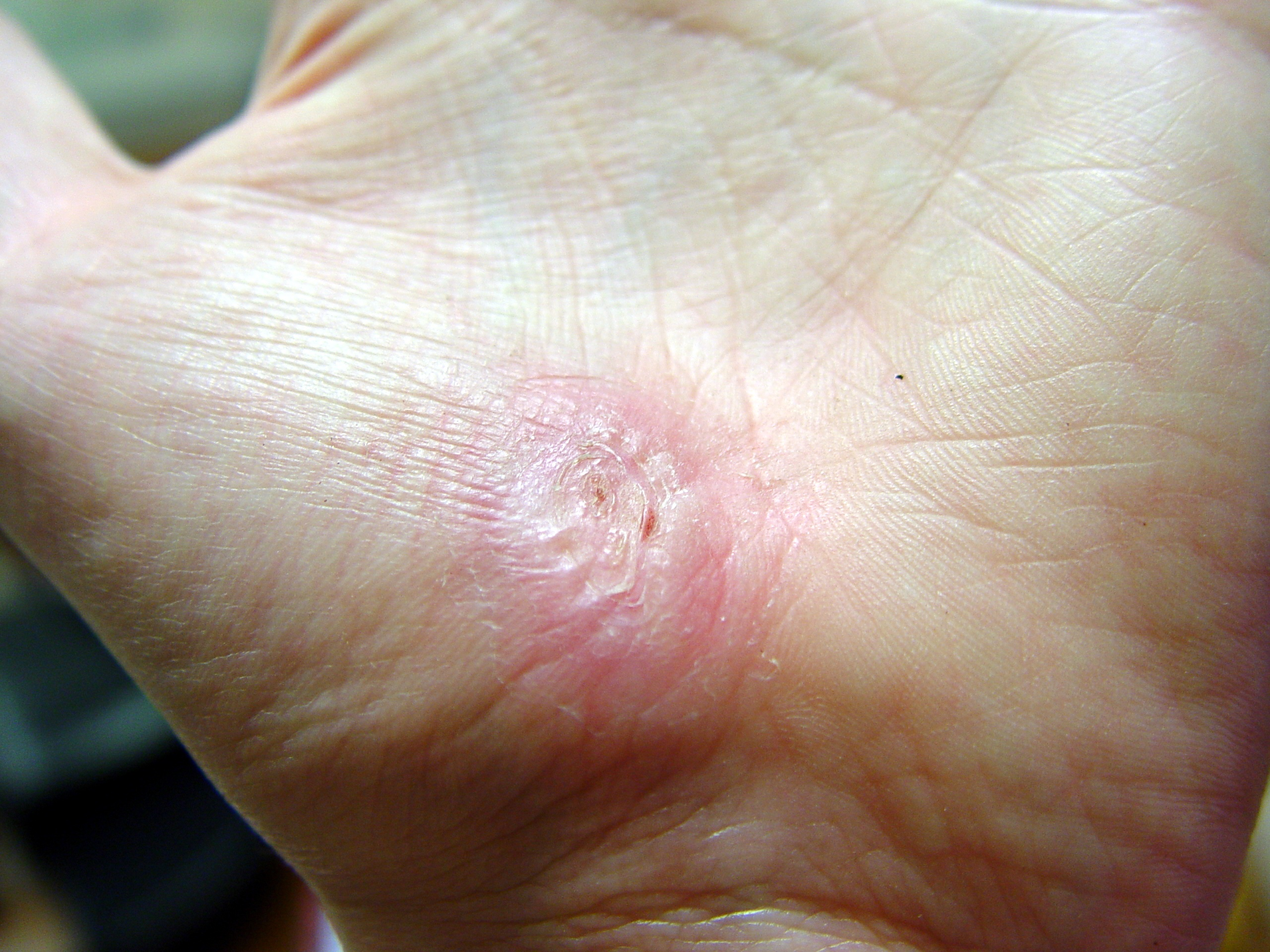
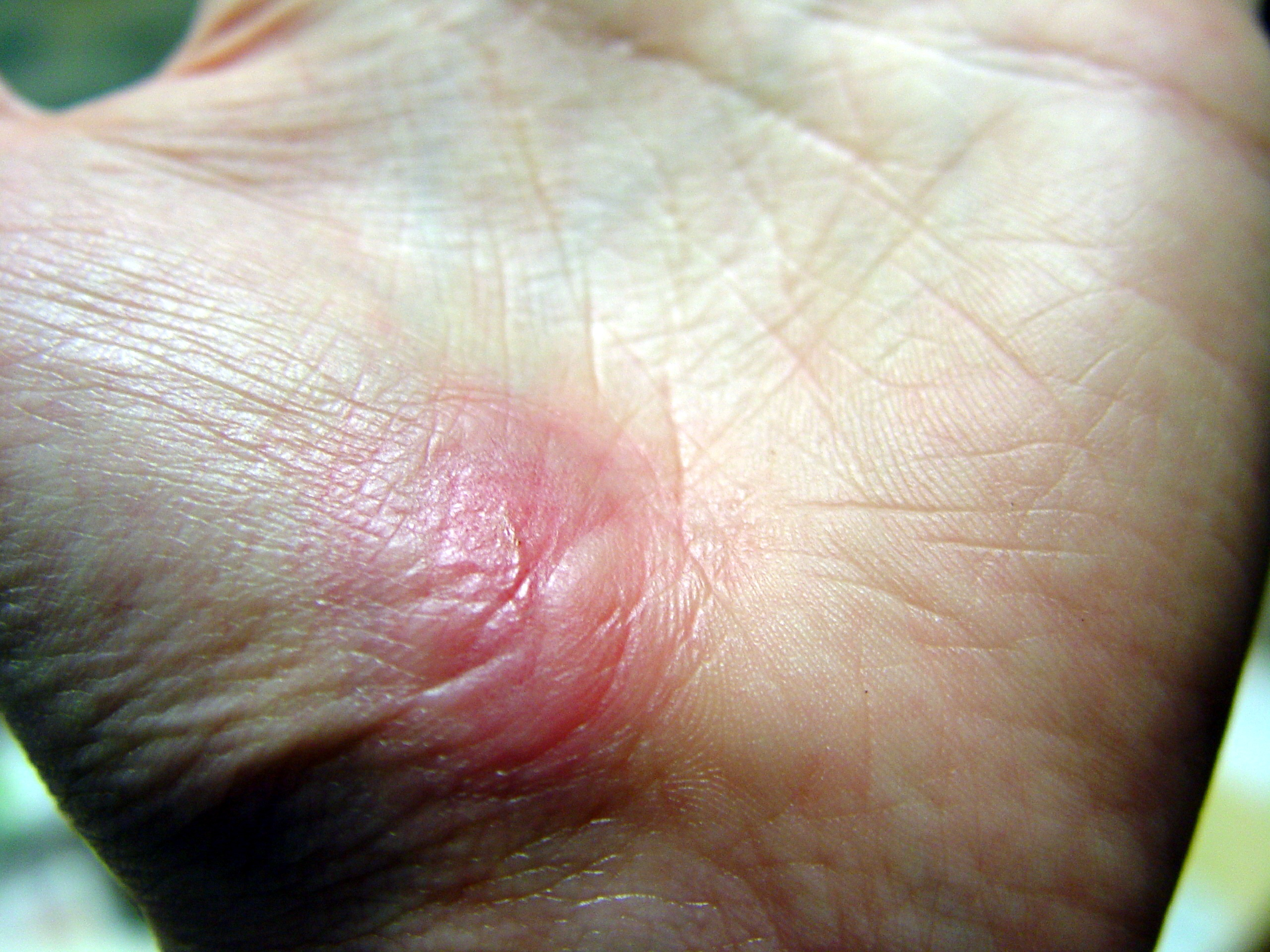